# Ватикин
Ватикин (от мн. ч. арам. ותיקין) — утреннее время иудейской молитвы, совпадающее с появлением первого луча восходящего солнца; также группа евреев, особо собирающаяся для этого времени молитвы. «Ватикин», по мнению некоторых, — ессеи, ждали первых лучей солнца, чтобы приступить к Амиде. В Талмуде упоминаются «ватикин», однако этимология этого слова не установлена, но во всяком случае оно значит «добродетельные» или «благочестивые», которые произносили Шма при восходе солнца.
Хотя утреннюю молитву возможно совершать на протяжении всей трети дня, однако наилучшее время молитвы наступает с появлением первого луча солнца. Раввин Иуда ограничил время утренней молитвы первыми четырьмя часами дня, а раввин Иоханан полагал, что к молитве нужно приступать рано утром, следуя словам «и будут бояться Тебя, доколе пребудут солнце и луна, в роды родов» (Пс. 71:5). И по сию пору[когда?] в Литве, Польше и в других местностях имеются общества «ватикин», молящиеся на заре. У них были таблицы времени восхода солнца на весь год, вычисленные по наблюдениям с Масличной горы. Раввин Раба отказался начать молитву в пост, когда тучи заволокли небо, ссылаясь на слова «Ты закрыл Себя облаком, чтобы не доходила молитва наша» (Плач. 3:44).
В современном ортодоксальном иудаизме существуют различные мнения относительно времени «ватикин». Одни утверждают, что время «ватикин» наступает с видимым глазами первым солнечным лучом. Другие утвержают, что в современных городах линию горизонта заслоняют высокие дома, поэтому необходимо следовать таблице астрономического восхода согласно истинному горизонту (зманим).

## История
По Иосифу Флавию и Филону, ессеи, как и их египетская ветвь, терапевты, каждое утро приветствовали восход солнца торжественной молитвой ο физическом и духовном свете, значит, им не чужды были предшествующие Шма славословия «Создающий свет» (יוצר אור‎) — о физическом свете и «Любовью великою» (אהבה רבה‎), равносильное славословию, произносимому перед чтением свитка Торы (ברכת התורה‎) — о свете духовном. Терапевты, согласно Филону, молились дважды в день (на восходе и заходе солнца). Ранняя традиция привязывала чтение текстов Шма и Амида к движению солнца.
Религиозный день в Храме, вопреки общему правилу, начинался обыкновенно не с вечера, не с момента появления звёзд на небосклоне, а с восхода солнца. Как только собравшиеся для богослужения замечали на горизонте первый солнечный луч, они, прежде чем приступить к жертвоприношению и дабы в народе не укоренилась мысль ο поклонении солнцу, как божеству, немедленно произносили «слушай, Израиль: Господь, Бог наш, Господь един есть» (Втор. 6:4). Чтение Шма, в котором провозглашается принцип единобожия, первоначально было введено, как торжественная манифестация против парсизма. То, что Шма прерывается фразой Барху («благословенно имя славного царства Его во веки веков»), доказывает, что первоначально ограничивались чтением лишь первого стиха Шма. Чтение декалога вошло в обычай, по-видимому, в период соприкосновения евреев с эллинизмом и имело целью оградить народ от увлечения греческим политеизмом путём ежедневного торжественного произнесения первых двух заповедей.
[Хвалите Господа!]
Хвалите Бога во святыне Его!
Хвалите Его на тверди силы Его!
Хвалите Его по могуществу Его!
Хвалите Его по множеству величия Его!
Хвалите Его со звуком трубным!
Хвалите Его на псалтири и гуслях!
Хвалите Его с тимпаном и ликами!
Хвалите Его на струнах и органе!
Хвалите Его на звучных кимвалах!
Хвалите Его на кимвалах громогласных!
Всё дышащее да хвалит Господа!
[Хвалите Господа!]

Слушай, Израиль: Господь, Бог наш, Господь един есть.

Да не будет у тебя других богов пред лицем Моим.

Не делай себе кумира и никакого изображения.

Христианство
Католические лауды также начинаются с появлением первого луча солнца пением хвалебных псалмов 148—150.
Иудаизм
Раши предлагал петь псалмы 144, 148, 150; Саадия Гаон — 144, 146—150; Маймонид — 144—150, например, 150-й псалом составлен из 13-и фраз, начинающихся призывом «хвалите», священного (счастливого) числа тринадцать, которое каббалисты трактуют как гематрию слова эхад (אחד‎ — «един», см. Втор. 6:4), символизирующих Всевышнего. Согласно «Зогару», следует ограничиваться 13-ю выражениями соответственно тринадцати атрибутам Божиим.